# Florimond I. Robertet
Florimond I. Robertet (* 11. Februar 1459 in Montbrison; † 10. August 1527 in Blois) ist der bekannteste Angehörige der Familie Robertet, dessen glänzende Karriere und verschwenderische Existenz das Bild der Renaissance in Frankreich prägen.

## Leben
Florimond Robertet ist der dritte Sohn von Jean Robertet, seit 1470 Notaire et Secrétaire de la Chambre du Roi, und Madeleine Bohier. Er ist der erste Minister aus der Familie Robertet, die von Karl VIII. bis Heinrich III. die französische Politik mitbestimmte. Er wurde zur Zeit des Königs Ludwig XI. geboren. Er machte eine brillante Ausbildung, studierte Geisteswissenschaften (humanités) in Lyon und Recht in Orléans, reiste viel, sprach fließend vier Sprachen und arbeitete äußerst hart. Sein Vater führte ihn früh in die intelligente, aktive und stark italienisierte Welt ein, die sich um die Herzöge von Bourbon und über diesen um die Könige von Frankreich drehte.
Er war Ratgeber am Rechnungshof (Cour des Comptes) der Grafschaft Forez in Montbrison, bis Pierre II. de Bourbon, Graf von Forez und Ehemann von Anne de Beaujeu, ihn an Karl VIII., seinen jungen Schwager, abgab, der Florimond Robertet zum Trésorier de France und Secrétaire des Finances machte. Diese Finanzsekretäre folgten seit 1343, seit Philipp VI., den hohen Beamten, die Philipp IV. 1309 als Geheimschreiber eingesetzt hatte, den ersten Staatssekretären (Secrétaires d’État) Frankreichs. Es war Florimond Robertet, der – nach dem Bericht von Präsident Hénault – begann, seinem Amt als Finanzsekretär all seine Brillanz und Autorität zu verleihen.
Im 17. Jahrhundert anerkannte Antoine Fauvelet du Toc, als er seine Histoire des secrétaires d’Estat verfasste, Florimond Robertet als den „Vater der Secrétaires d’Estat“. Er rechtfertigt die Bezeichnung wir folgt: „… in der Tat war er es, der begann, seiner Stellung den Grad an Höhe und Macht zu verleihen, in der sie sich schließlich etablierte“.
Die Berichte zeichnen von ihm ein schmeichelhaftes Porträt: „der gute Florimond“, aufgeklärter Ratgeber der Könige, der integre Schatzmeister Frankreichs, der unverzichtbare Botschafter, der als Verwalter „zu seiner Zeit so berühmt wie Sully in seiner“. Sein Ehrgeiz war extrem und er war sicherlich einer der Bankiers des Königs, bei denen er nicht darauf verzichten konnte, ihn anzusprechen. Dennoch brauchte es echten Mut, wie die Schicksale von Jacques Cœur und Jacques de Beaune (Semblançay) zeigen.
Seine Qualitäten als Verwalter wurden schnell bemerkt, so dass Karl VIII, als er 1494 in den Krieg nach Italien zog, ihm große Verantwortung übergab. Tatsächlich war er verantwortlich für das Abfassen sehr wichtiger Dokumente, sei es zur Kapitulation von Neapel, sei es zu den Verhandlungen mit Papst Alexander VI. Er wurde bald zu den Offizieren des Königs, dann zu den Sekretären der Kammer gerechnet, 1495 wurde er Trésorier de France. Am 9. März 1495 wurde er zum Ritter im Ordre de Saint-Michel geschlagen und zum Schreiber (greffier) des Ordens ernannt. Sein Einfluss war maßgeblich geworden, wie der Brief zeigt, den Anne de Beaujeu „am 11. Tag des Dezember dem Kämmerer Robertet“ aus Chantelle schrieb, um ihn um seine Hilfe beim König zu bitten.
Er nahm an den Gesprächen im Anschluss an den italienischen Feldzug teil, unternahm dann mehrere Reisen und wandte sich anschließend der Diplomatie zu. Ludwig XII. vertraute ihm eine Reihe von Missionen an, die er bestens ausführte und die ihm nach der diplomatischen Korrespondenz viel Geld und noch mehr Geschenke einbrachten. Das bemerkenswerteste darunter ist der Bronze-David, der 1502 von der Republik Florenz bei Michelangelo in Auftrag gegeben und 1508 an Florimond Robertet übergeben wurde. Er installierte ihn in seinem Schloss Bury in Molineuf.
Sein Amt als Sekretär und Schatzmeister des Königs hält ihn in der Regel am Hof fest, wo seine Bedeutung stetig zunahm. Er riet zu bestimmten finanziellen Maßnahmen, die sich als erfolgreich erwiesen (es gelang ihm, die Steuern zu halbieren), und wurde 1505 Mitglied des Regentschaftsrates unter den höchsten Würdenträgern des Königreichs.
Zu dieser Zeit begann er in Blois den Bau einer herrschaftlichen Residenz, des Hôtel d’Alluye, bei dem man die ganze Anmut der französischen Renaissance findet. In der Folge erwarb er die Baronie Brou (in der Provinze Perche-Gouët), dann die von Bury-en-Blésois und schließlich 1507 Villemomble von Aymar de Prie, Graf von Dammartin. In Bury begann er mit einem italienischen Architekten den Bau eines Schlosses, das für die damalige Zeit so charakteristisch ist, dass es nur mit Schloss Chambord verglichen werden kann (es gibt Grund zu der Annahme, dass er Leonardo da Vinci, der im nahe gelegenen Amboise lebte, hierzu konsultierte). Es war eher ein Herrenhaus als eine Festung, eines der ersten Lustschlösser an den Ufern der Loire. Um 1518 ersetzte Florimond Robertet das alte feudale Herrenhaus in Villemomble in der Nähe von Paris durch ein Renaissance-Schloss, das groß genug war, um Franz I. zu beherbergen.

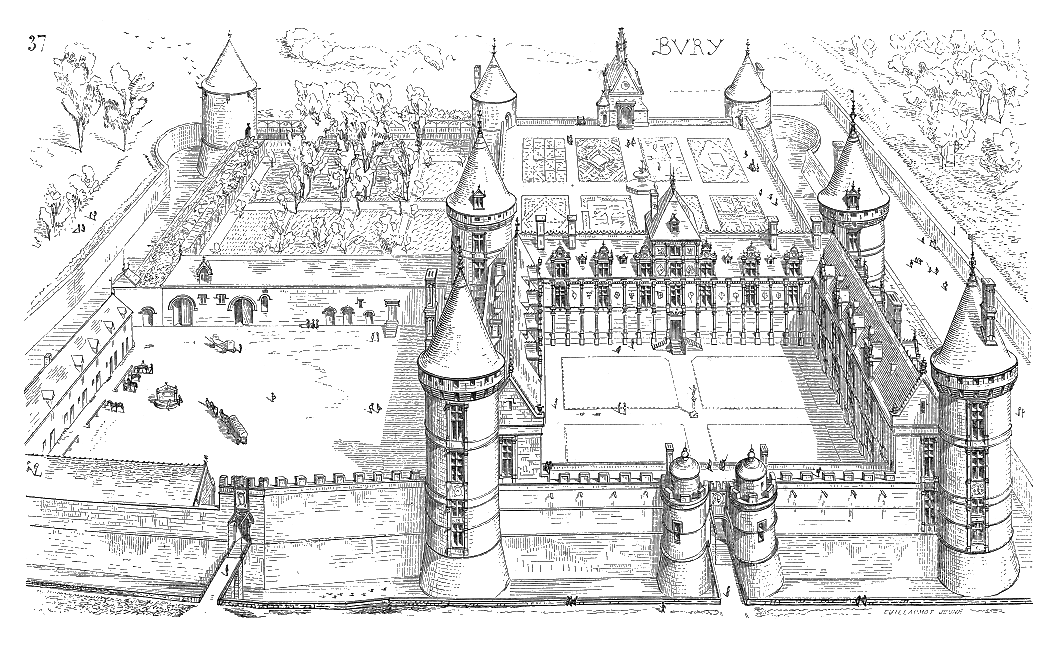
Château de Bury

Der Thronbesteigung Franz’ I. führte zum Gipfel seiner Karriere, er spielte eine wichtige Rolle bei der Anbahnung von dessen Ehe mit Claude de France, der Tochter Ludwigs XII. Als Belohnung für seine Dienste ernannte ihn Franz I. zum Baron d’Alluye und gab ihm das notwendige Kapital, um den Bau von Bury abzuschließen. Er nahm an den Italienischen Kriegen teil, den Audienzen des Königs im Feldlager von Marignano und den Unterredungen mit Bologna.
Erschöpft von den Strapazen dieses ereignisreichen Lebens erkrankte er und legte einen Teil seiner Funktionen zugunsten seines Sohnes François nieder, dem Patensohn des Königs.
Aber die Niederlage von Pavia 1525 mit den nachfolgenden Verpflichtungen der Regentschaft, brachte ihm zusätzliche Arbeit: mit der Königinmutter Luise von Savoyen arbeitete er daran, das Lösegeld für des Königs zusammenzubekommen. Auch studierte er mit ihr den Brief, der – von einem Kurier beschlagnahmt – den Verrat des Connétable Charles de Bourbon bewies, und trug wesentlich zum nachfolgenden Friedensschluss bei.
Er starb im November 1527 und Franz I. ließ ein glänzendes Begräbnis nach der Mode der Zeit ausrichten. Die Laudatio wurde in Anwesenheit des Königs und der Königin von seinem Freund Laurent II. Alleman, Bischof von Grenoble, gehalten. Anschließend wurde der Leichnam auf einem Streitwagen nach Blois gebracht, „dem hundert brennende Fackeln mit den Waffen des Verstorbenen vorausgehen“. Die Bestattung fand in der Chapelle d’Alluye in der Kirche Saint-Honoré in Blois statt. Clément Marot schrieb für ihn eine Totenklage in 400 Versen, die eines der aufschlussreichsten und wichtigsten Gedichte aus seiner Feder ist.
Das Inventar seines Besitzes wurde 1532 in Bury von seiner Witwe Michelle Gaillard de Longjumeau erstellt; die Liste enthält unzählige Geschenke, Schmuckstücke und Kunstgegenstände, die ihm anlässlich seiner verschiedenen Missionen überreicht wurden. Unter anderem gab es eine „Apotheke mit Pulvern, Medikamenten, Zutaten, Manna, Konserven, Sirupen und seltenen Essenzen, die die Weitsicht und Nächstenliebe Florimonds von allen Seiten hatte kommen lassen, sowohl aus kalten als auch aus heißen Ländern. Diese Apotheke wurde von Monsieur de Rabelais, dem berühmten Mediziner, begutachtet, den alles, was er sah, in Ehrfurcht versetzte.“ Es gab auch „ein Skelett, das mit chiffrierten Pergament-Notizen etikettiert ist, die die Namen jedes Knochens aufweisen, den der menschliche Körper hat.“ Hier findet man das Zeugnis der universellen Neugier der Männer der Renaissance, offen für alle Zivilisationen und Kulturen unter dem Einfluss ihrer Studien, Reisen und Erfahrungen.

## Familie
Florimond Robertet und Michelle Gaillard de Longjumeau (um 1488–1549) hatten am 3. Oktober 1504 in Amboise geheiratet. Die Tochter des Général des finances Michel I. Gaillard de Longjumeau, die deutlich jünger war als er, ist die Mutter seiner acht Kinder, von denen sechs erwachsen wurden:
- Claude Robertet (1505–1567), Baron d’Alluyes et du Bury, Trésorier-Général de France; ⚭ 1531 Anne Briçonnet, Tochter von François Briçonnet und Anne de La Croix
- François Robertet de Brou († 1588?), Seigneur de Brou, Secrétaire des Finances du Roi; ⚭ 1530 Jacqueline Hurault, Tochter von Jean Hurault, Seigneur du Wal, und Jeanne Poncher
- Anne Robertet (1515–nach 1585); ⚭ (1) Claude d’Estampes († 1528), Seigneur des Roches, Sohn von Jean d’Estampes und Madeleine Husson; ⚭ (2) 1533 Claude de La Châtre  († 1558) – Eltern von Claude de La Châtre († 1614), Marschall von Frankreich
- Claude Robertet († 1556); ⚭ Claude Le Breton († 1556) Seigneur de Villandry, Sohn von Jean Le Breton und Anne Gédouin
- Louise Robertet (um 1520–nach 1589); ⚭ 1540 François II. du Fou, (1500/12–1577/81), Baron de Vigeant, Sohn von François de Fou und Louise de Polignac
- Françoise Robertet (1519–1580) Dame d’Alluyes; ⚭ (1) 1539 Jean Babou de La Bourdaisière (1511–1569), Comte de Sagonne, Großmeister der Artillerie von Frankreich; ⚭ (2) Jean VI. d’Aumont (1529–1595), Comte de Châteauroux, Marschall von Frankreich (Haus Aumont)

### Weblink
- Etienne Pattou, Famille Robertet (online, abgerufen am 10. Juli 2019)